# كارلتون موريس كافيس
كارلتون «كارل» موريس كافيس (بالإنجليزية: Carlton M. Caves)‏ (24 أكتوبر 1950) فيزيائي أمريكي يشغل حاليا منصب بروفوسور في الفيزياء وعلم الفلك في جامعة نيومكسيكو.